# Eliteserien 2023
La Eliteserien 2023 fue la 78.ª edición de la Eliteserien, la máxima categoría del fútbol de Noruega. La temporada comenzó el 10 de abril y terminó el 2 de diciembre.

## Ascensos y descensos
La liga se disputó por 16 equipos: los 14 mejores equipos de la temporada 2022; y los 2 primeros de la Primera División de Noruega 2022.
| Pos. | Descendidos de la Eliteserien 2022 |
| ---- | ---------------------------------- |
| 15.º | Kristiansund                       |
| 16.º | Jerv                               |

| Pos. | Ascendidos de la Primera División 2022 |
| ---- | -------------------------------------- |
| 1.º  | Brann                                  |
| 2.º  | Stabæk                                 |

## Equipos participantes
Dieciséis equipos compitieron en la liga: los catorce mejores equipos de la temporada anterior y dos equipos ascendidos de la Primera División. Los equipos ascendidos fueron Brann y Stabæk, ambos regresando a la máxima categoría después de una temporada de ausencia. Reemplazaron a Kristiansund y Jerv, poniendo fin a su estancia en la máxima categoría de seis años y un año respectivamente.
| Club             | Ciudad     | Estadio            | Capacidad |
| ---------------- | ---------- | ------------------ | --------- |
| Aalesunds        | Ålesund    | Color Line Stadion | 10 778    |
| Bodø/Glimt       | Bodø       | Aspmyra Stadion    | 5635      |
| Brann            | Bergen     | Brann Stadion      | 18 500    |
| HamKam           | Hamar      | Briskeby Arena     | 7600      |
| Haugesund        | Haugesund  | Haugesund Stadion  | 8754      |
| Lillestrøm       | Lillestrøm | Åråsen Stadion     | 11 500    |
| Molde            | Molde      | Aker Stadion       | 11 800    |
| Odds             | Skien      | Skagerak Arena     | 11 767    |
| Rosenborg        | Trondheim  | Lerkendal Stadion  | 21 421    |
| Sandefjord       | Sandefjord | Komplett.no Arena  | 6000      |
| Sarpsborg 08     | Sarpsborg  | Sarpsborg Stadion  | 8022      |
| Stabæk           | Bærum      | Nadderud Stadion   | 4938      |
| Strømsgodset     | Drammen    | Marienlyst Stadion | 8935      |
| Tromsø           | Tromsø     | Alfheim Stadion    | 6687      |
| Vålerenga        | Oslo       | Intility Arena     | 17 333    |
| Viking Stavanger | Stavanger  | Viking Stadion     | 16 300    |

## Desarrollo

### Tabla de posiciones
| Pos. | Equipo           | Pts. | PJ | G  | E | P  | GF | GC | Dif. | Clasificación 2024-25                                |
| ---- | ---------------- | ---- | -- | -- | - | -- | -- | -- | ---- | ---------------------------------------------------- |
| 1    | Bodø/Glimt (C)   | 70   | 30 | 22 | 4 | 4  | 78 | 38 | +40  | Segunda ronda clasificatoria de la Liga de Campeones |
| 2    | Brann            | 61   | 30 | 19 | 4 | 7  | 55 | 35 | +20  | Segunda ronda clasificatoria de la Liga Conferencia  |
| 3    | Tromsø           | 61   | 30 | 19 | 4 | 7  | 48 | 33 | +15  | Segunda ronda clasificatoria de la Liga Conferencia  |
| 4    | Viking Stavanger | 58   | 30 | 18 | 4 | 8  | 61 | 48 | +13  |                                                      |
| 5    | Molde            | 51   | 30 | 15 | 6 | 9  | 65 | 39 | +26  | Primera ronda clasificatoria de la Liga Europa       |
| 6    | Lillestrøm       | 43   | 30 | 13 | 4 | 13 | 49 | 49 | 0    |                                                      |
| 7    | Strømsgodset     | 42   | 30 | 13 | 3 | 14 | 37 | 35 | +2   |                                                      |
| 8    | Sarpsborg 08     | 41   | 30 | 12 | 5 | 13 | 55 | 52 | +3   |                                                      |
| 9    | Rosenborg        | 39   | 30 | 11 | 6 | 13 | 46 | 50 | −4   |                                                      |
| 10   | Odds             | 38   | 30 | 10 | 8 | 12 | 42 | 44 | −2   |                                                      |
| 11   | HamKam           | 34   | 30 | 10 | 4 | 16 | 39 | 59 | −20  |                                                      |
| 12   | Haugesund        | 33   | 30 | 9  | 6 | 15 | 34 | 40 | −6   |                                                      |
| 13   | Sandefjord       | 31   | 30 | 8  | 7 | 15 | 47 | 55 | −8   |                                                      |
| 14   | Vålerenga (D)    | 29   | 30 | 7  | 8 | 15 | 39 | 50 | −11  | Promoción por la permanencia                         |
| 15   | Stabæk (D)       | 29   | 30 | 7  | 8 | 15 | 30 | 48 | −18  | Descenso a Primera División de Noruega 2024          |
| 16   | Aalesunds (D)    | 18   | 30 | 5  | 3 | 22 | 23 | 73 | −50  | Descenso a Primera División de Noruega 2024          |

 Fuente: Soccerway
Notas:
1. ↑  Campeón de la Copa de Noruega 2023.

### Resultados
| Local \ Visitante | AAL | BOD | BRA | HAM | HAU | LIL | MOL | ODD | ROS | SAN | SRP | STB | STR | TRO | VÅL | VIK |
| ----------------- | --- | --- | --- | --- | --- | --- | --- | --- | --- | --- | --- | --- | --- | --- | --- | --- |
| Aalesund          |     | 0–3 | 1–3 | 0–2 | 0–0 | 1–1 | 3–1 | 0–3 | 1–0 | 0–3 | 3–2 | 1–1 | 1–0 | 2–3 | 0–1 | 0–4 |
| Bodø/Glimt        | 1–0 |     | 2–2 | 3–0 | 2–1 | 3–1 | 2–2 | 2–0 | 3–2 | 4–3 | 2–0 | 4–0 | 2–0 | 0–2 | 4–2 | 5–1 |
| Brann             | 5–1 | 4–2 |     | 2–1 | 3–0 | 2–2 | 3–2 | 2–1 | 3–1 | 0–0 | 1–0 | 4–1 | 1–0 | 2–1 | 3–1 | 0–2 |
| HamKam            | 2–1 | 4–4 | 0–2 |     | 0–3 | 0–0 | 0–4 | 0–1 | 3–0 | 2–0 | 1–1 | 3–2 | 2–0 | 1–2 | 0–2 | 3–0 |
| Haugesund         | 6–1 | 1–3 | 0–2 | 3–2 |     | 1–0 | 1–2 | 2–1 | 1–2 | 3–2 | 0–0 | 3–0 | 1–0 | 1–2 | 1–1 | 0–2 |
| Lillestrøm        | 5–1 | 1–2 | 0–2 | 3–1 | 1–0 |     | 2–1 | 4–4 | 3–0 | 4–2 | 1–2 | 3–1 | 4–3 | 0–1 | 2–0 | 1–3 |
| Molde             | 3–0 | 1–3 | 2–0 | 1–1 | 1–0 | 4–0 |     | 4–1 | 1–1 | 5–0 | 5–1 | 2–3 | 3–2 | 1–4 | 0–0 | 4–0 |
| Odds              | 4–1 | 0–2 | 2–0 | 2–0 | 1–1 | 0–1 | 1–0 |     | 0–0 | 3–2 | 0–3 | 4–0 | 1–1 | 1–2 | 2–1 | 1–1 |
| Rosenborg         | 4–0 | 1–1 | 0–2 | 4–0 | 1–0 | 1–2 | 3–1 | 3–2 |     | 1–1 | 0–3 | 1–1 | 1–3 | 2–1 | 1–3 | 1–0 |
| Sandefjord        | 4–0 | 2–5 | 1–1 | 0–1 | 0–0 | 1–0 | 2–2 | 4–1 | 3–2 |     | 5–1 | 0–0 | 2–0 | 0–0 | 1–2 | 1–2 |
| Sarpsborg 08      | 3–1 | 0–2 | 2–1 | 2–3 | 2–1 | 3–1 | 1–3 | 0–0 | 5–2 | 6–1 |     | 2–2 | 1–2 | 4–0 | 3–2 | 1–3 |
| Stabæk            | 1–0 | 0–4 | 0–1 | 5–2 | 3–0 | 1–0 | 0–1 | 0–0 | 2–2 | 2–1 | 1–1 |     | 0–1 | 0–1 | 2–1 | 0–1 |
| Strømsgodset      | 1–0 | 2–0 | 3–0 | 0–1 | 1–2 | 1–2 | 1–1 | 3–1 | 0–1 | 1–0 | 5–2 | 2–1 |     | 0–1 | 1–3 | 1–0 |
| Tromsø            | 1–2 | 2–3 | 3–1 | 2–1 | 2–1 | 3–1 | 1–0 | 0–1 | 3–1 | 1–0 | 2–1 | 2–1 | 0–1 |     | 0–0 | 1–1 |
| Vålerenga         | 3–1 | 1–3 | 1–2 | 3–0 | 1–1 | 3–4 | 0–4 | 2–2 | 1–3 | 2–3 | 0–2 | 0–0 | 0–1 | 1–1 |     | 1–2 |
| Viking Stavanger  | 3–1 | 3–2 | 3–1 | 7–3 | 2–0 | 2–0 | 3–4 | 3–2 | 1–5 | 4–3 | 2–1 | 1–0 | 1–1 | 3–4 | 1–1 |     |

## Play-offs de ascenso-descenso
Se jugó el juego de la promoción por la permanencia entre el 14.º de la Eliteserien 2023 y el ganador de la eliminatoria de ascenso de la Primera División de Noruega 2023. El ganador jugó la Eliteserien 2024.
| Ida; 6 de diciembre | Kristiansund | 0 – 2   | Vålerenga                   | Kristiansund Stadion, Kristiansund                    |                                                       |
| 19:00 (UTC+1)       |              | Reporte | - Håkans 65' - Juklerød 86' | Asistencia: 4042 espectadores Árbitro(s): Rohit Saggi | Asistencia: 4042 espectadores Árbitro(s): Rohit Saggi |

| Vuelta; 10 de diciembre | Vålerenga                                        | 0 – 2 (t. s.)(4 – 5 p.)(Global 2 – 2) | Kristiansund                                        | Intility Arena, Oslo                                          |                                                               |
| 17:00 (UTC+1)           |                                                  | Reporte                               | - Rakneberg 76' - Broholm 82'                       | Asistencia: 10 459 espectadores Árbitro(s): Svein Oddvar Moen | Asistencia: 10 459 espectadores Árbitro(s): Svein Oddvar Moen |
|                         |                                                  | Tiros desde el punto penal            |                                                     |                                                               |                                                               |
|                         | - Børven - Bjørdal - Ofkir - Ilić - Borchgrevink |                                       | - Stokke - Willumsson - Broholm - Ulvestad - Aasbak |                                                               |                                                               |

- Kristiansund ganó 5–4 en los tiros desde el punto penal tras empatar 2–2 resultado global y ascendió a la Eliteserien, Vålerenga descendió a la Primera División de Noruega.

## Goleadores
- Actualización final 3 de diciembre de 2023.
| Rank | Jugador              | Club             | Goles |
| ---- | -------------------- | ---------------- | ----- |
| 1    | Amahl Pellegrino     | Bodø/Glimt       | 24    |
| 2    | Bård Finne           | Brann Bergen     | 16    |
| 3    | Akor Adams           | Lillestrøm SK    | 15    |
| 3    | Faris Moumbagna      | Bodø/Glimt       | 15    |
| 3    | Vegard Erlien        | Tromsø IL        | 15    |
| 6    | Thomas Lehne Olsen   | Lillestrøm SK    | 14    |
| 7    | Zlatko Tripić        | Viking Stavanger | 13    |
| 8    | Danilo Al-Saed       | Sandefjord       | 11    |
| 9    | Lars-Jørgen Salvesen | Viking Stavanger | 10    |